# Navy Pier
El Navy Pier (literalmente, Muelle de la Armada) es un muelle de 1010 m de longitud situado en la costa del lago Míchigan, en el barrio de Streeterville del área comunitaria de Near North Side de Chicago (Illinois, Estados Unidos). El Navy Pier contiene más de 200 000 m² de tiendas, restaurantes, teatros, atracciones familiares, parques (como el Polk Bros Park) e instalaciones para exposiciones, y es uno de los principales destinos turísticos del Medio Oeste de los Estados Unidos, recibiendo más de nueve millones de visitantes al año, así como la segunda atracción turística más visitada de Chicago.

## Historia

### Uso militar

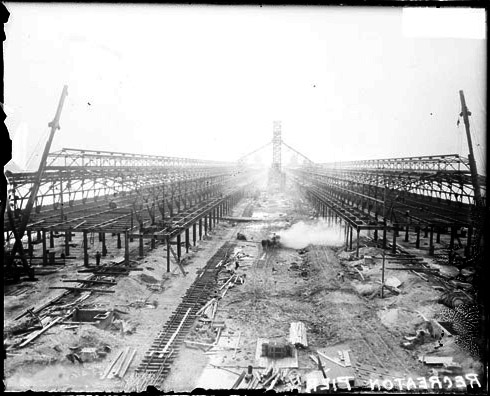
El muelle durante su construcción, en 1915 (Chicago Daily News).

El Navy Pier abrió al público el 15 de julio de 1916. Denominado originalmente Municipal Pier (Muelle Municipal), fue construido por Charles Sumner Frost, un arquitecto conocido a nivel nacional, con un diseño basado en el Plan de Chicago de 1909 de Daniel Burnham y Edward H. Bennett. Su propósito original era servir como un muelle para buques de carga y barcos de pasajeros, así como para realizar actividades recreativas en interiores y al aire libre; allí se celebraron eventos como exposiciones y concursos. A mediados de 1918, el muelle fue usado también como cárcel para evasores del servicio militar. En 1927, fue renombrado Navy Pier en honor a los veteranos navales de la Primera Guerra Mundial.
En 1941, durante la Segunda Guerra Mundial, el muelle se convirtió en un centro de entrenamiento para la Armada de los Estados Unidos; unas diez mil personas trabajaban, entrenaban y vivían allí. El muelle albergaba un teatro con dos mil quinientos asientos, un gimnasio, una barbería con doce sillas, una sastrería, una zapatería, un dispensador de refrescos, una gran cocina y un hospital.
En 1946, una vez finalizada la guerra, la Universidad de Illinois empezó a celebrar clases en el muelle, especialmente para satisfacer la alta demanda de los combatientes que habían regresado. Pronto a la universidad se le quedó pequeño el muelle y la Universidad de Illinois en Chicago se fundó en parte como consecuencia de esto. Después de que se marchara la universidad, el Navy Pier pasó a estar infrautilizado.

### Uso posterior
En 1959 abrió la vía marítima del San Lorenzo y aumentaron las actividades comerciales de transporte naval en el muelle, aunque tras un breve periodo de tiempo el negocio decayó y estas actividades se trasladaron a las instalaciones portuarias más modernas en el lago Calumet. En 1976, los edificios del extremo oriental fueron renovados y durante unos pocos años el Navy Pier estuvo vivo de nuevo, albergando eventos veraniegos como el ChicagoFest. Sin embargo, no se llevaba a cabo un mantenimiento suficiente y el muelle entró en declive.
En 1989, el Ayuntamiento de Chicago pidió al Instituto del Suelo Urbano (en inglés: Urban Land Institute, ULI) que reimaginara posibles usos para el muelle. Asimismo, se creó la Metropolitan Pier and Exposition Authority (MPEA) con la responsabilidad de gestionar el Navy Pier y el centro de convenciones McCormick Place. La MPEA emprendió la renovación del muelle incorporando algunas de las recomendaciones del ULI. En 1995, el Navy Pier fue rediseñado y presentado al público como un complejo de uso mixto con espacios comerciales, culturales, de restauración y de ocio.

### Renovación

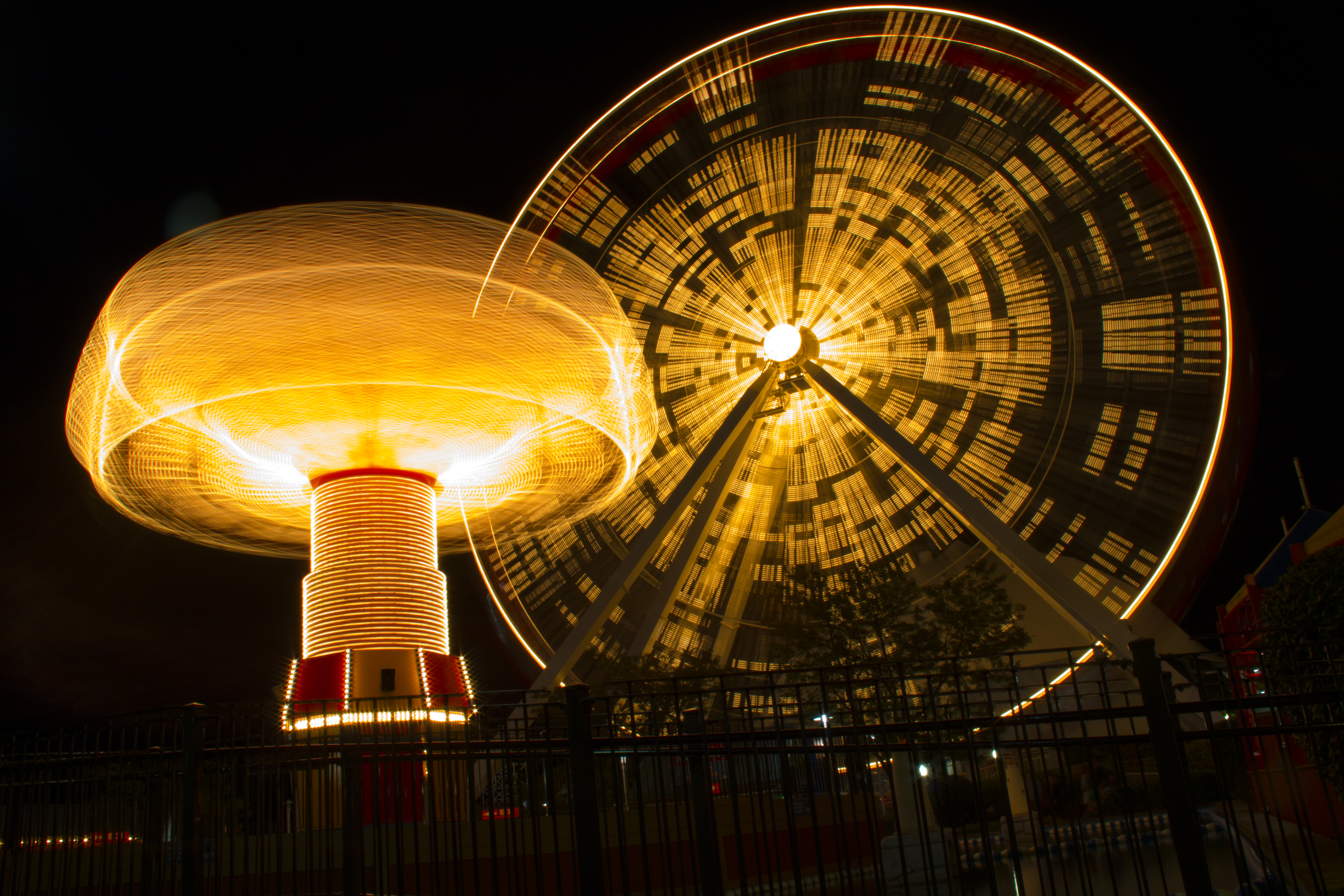
La emblemática noria del Navy Pier, que fue retirada el 27 de septiembre de 2015.

Los esfuerzos por actualizar el Navy Pier para el siglo xxi empezaron el 13 de enero de 2006, cuando la MPEA presentó un proyecto para realizar una importante renovación del muelle, que contemplaba un monorraíl, una noria sin radios de 79 m de altura, una montaña rusa, un hotel flotante y un parque acuático inspirado en los Grandes Lagos. Este proyecto también habría implicado duplicar las plazas de estacionamiento y construir un nuevo teatro con mayor capacidad. En el momento de su presentación, se anunció que su coste sería de 2000 millones de dólares.
Tras la reorganización de la agencia que gestiona el Navy Pier y McCormick Place, se encargó un nuevo estudio para revitalizar el proceso de modernización. El nuevo estudio, realizado por el ULI, se publicó el 11 de noviembre de 2010 y recomendaba un conjunto más modesto de mejoras dirigido a mantener el papel del Navy Pier como espacio público en lugar de transformarlo en un parque de atracciones. Entre los elementos sugeridos estaba una sala de conciertos, un espacio más grande para el Chicago Shakespeare Theater, nuevos restaurantes, una zona comercial renovada junto a la entrada del muelle y nuevos espacios verdes más cerca del lago. También menciona posibilidades más remotas como una noria más grande y un hotel.
En marzo de 2012, un concurso llevó a la elección de un concepto de diseño presentado por un equipo liderado por James Corner, que se basa en el papel del muelle como paseo junto al lago. En 2013, la MPEA anunció sus planes para llevar a cabo los primeros elementos de una versión simplificada de esa propuesta, con el rediseño del paisaje urbano y la ampliación de los espacios peatonales, así como el traslado de los amarres para barcos turísticos con el fin de que no obstaculizaran las vistas. Las obras de este proyecto, llamado The Centennial Vision («La visión del centenario»), empezaron en el invierno de 2013-2014. Sus objetivos eran mantener el Navy Pier como un espacio público de talla mundial y renovarlo para que ofreciera más opciones de ocio por las tardes y durante todo el año, así como un paisajismo y unos elementos de diseño más atractivos. La Polk Family Foundation, fundada por Sol Polk, donó 20 millones de dólares a esta iniciativa; por ello, el parque y la fuente situados en la entrada del muelle fueron denominados Polk Bros Park y Polk Bros Fountain, respectivamente. El parque alberga conciertos y proyecciones de películas al aire libre.

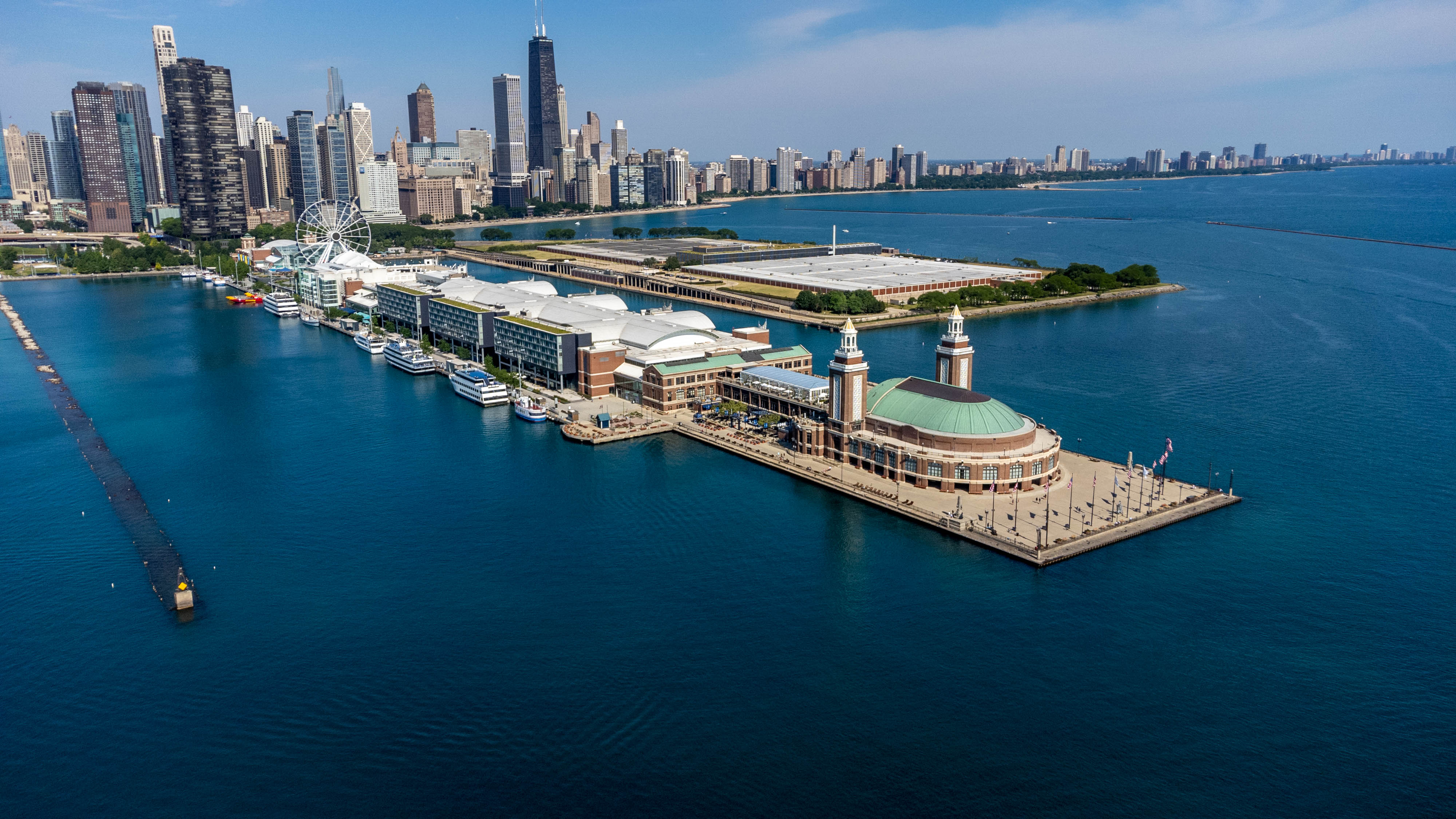
El Navy Pier mirando hacia el noroeste en 2022.

El 23 de junio de 2015 se anunció la instalación de una nueva noria en el muelle. Tiene 60 m de altura, 14 m más que su predecesora. Actualmente, los paseos duran doce minutos en lugar de siete e incluyen tres revoluciones. La nueva noria tiene unas luces más brillantes y fue inaugurada en mayo de 2016.
La primera fase de The Centennial Vision se completó en el verano de 2016 e incluyó el rediseño de los espacios públicos del Navy Pier, denominado Pierscape, y mejoras en el interior del pabellón familiar y la galería sur. Esta fase también comprendió la transformación del muelle sur en un espacio más atractivo y verde, la conversión del pasillo interior de la galería sur en una experiencia gastronómica con temática de Chicago y la creación de una fuente de agua iluminada y pista de patinaje sobre hielo durante el invierno en el Polk Bros Park. En noviembre de 2016, la primera fase logró la certificación oro de acuerdo con el sistema de clasificación SITES de sostenibilidad paisajista, debido a la ampliación de los espacios verdes, la mejora del acceso peatonal, la eficiencia energética, la innovadora gestión del agua de lluvias y el uso de materiales locales reciclados.
Los proyectos de la segunda fase incluyen la construcción de un hotel de siete plantas y doscientas cuarenta habitaciones al sur de los pabellones de festivales; la incorporación de una pasarela elevada con vistas y una piscina reflectante en la plaza del extremo oriental del muelle; un pabellón de bienvenida en el Polk Bros Park con 400 m² de servicios para visitantes y espacios programáticos; y un embarcadero de corta duración para embarcaciones de recreo en el lado norte.

## Atracciones

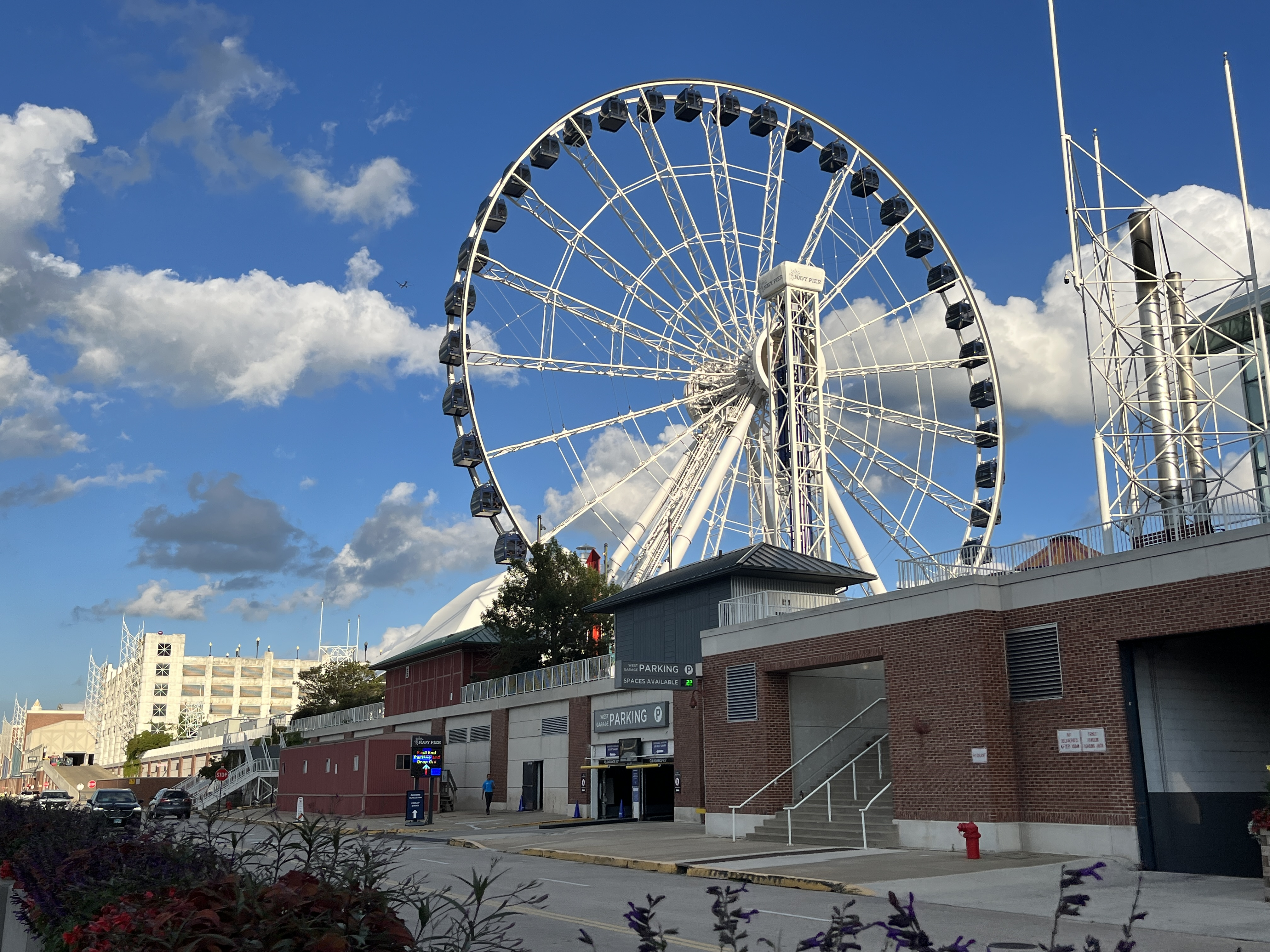
La noria del Navy Pier en 2023.

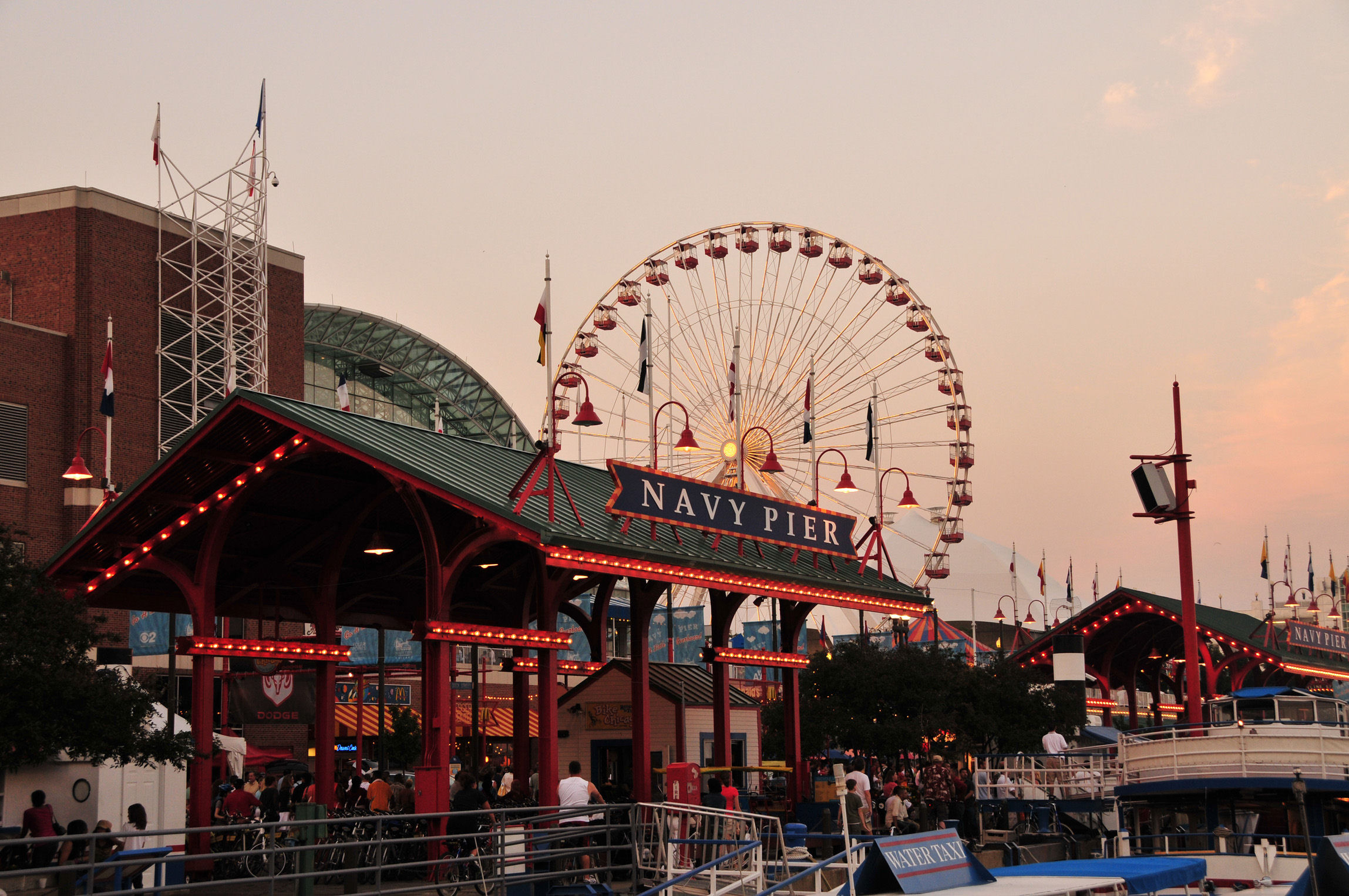
El Navy Pier al atardecer.

Hay muchas atracciones al aire libre en el Navy Pier, como las sillas voladoras Pepsi Wave Swinger, la torre de caída Light Tower Ride, los barcos de control remoto, los coches de choque con forma de tazas de té y el carrusel. En 2021 se inauguró la torre de caída Double Shot, procedente del parque temático Pleasure Island de Inglaterra, que había cerrado su puertas en 2016.
También se encuentra en el muelle el Amazing Chicago's Funhouse Maze, un laberinto sensorial en el que cada persona navega a su ritmo por 400 m² de túneles y laberintos. Los Crystal Gardens son un jardín botánico de 4000 m² dentro de un invernadero de cristal con un techo abovedado de 15 m de altura. El Museo Infantil de Chicago (en inglés: Chicago Children's Museum) forma parte del Navy Pier, ofreciendo muchas exposiciones y actividades tanto para niños como para adultos. El Chicago Shakespeare Theater, un teatro que representa las obras de Shakespeare, también tiene su sede en el muelle.
La noria original fue vendida el 27 de septiembre de 2015 y trasladada a Branson (Misuri), donde fue inaugurada en 2016. La nueva noria de 60 m de altura que la sustituyó es una DW60 de última generación de Dutch Wheels, la empresa holandesa que fabricó la antigua noria. La DW60 es la primera de su clase en los Estados Unidos; hay norias similares en funcionamiento en Hong Kong (China) y Bakú (Azerbaiyán). Entre sus elementos a destacar están sus cabinas de dos lados que permiten una fácil carga y descarga de pasajeros, su estructura reforzada para soportar vientos de hasta 185 km/h y el vidrio de seguridad capaz de resistir intensas tormentas. La nueva noria fue inaugurada el 27 de mayo de 2016.
En abril de 2019, el carrusel original del muelle, que había funcionado desde 1995, fue desmantelado y retirado después de que su mecanismo se rompiera debido a la ola de frío de enero de 2019. Entre mayo y junio, se instaló un nuevo carrusel en el emplazamiento del original. Este nuevo carrusel había funcionado previamente en el parque de atracciones Dorney Park de Dorneyville (Pensilvania) desde 1986 hasta 2016, con el nombre de Chance Carousel.

## Ocupantes
El Chicago Sun-Times tiene su sede en el Navy Pier. La estación de radio WBEZ, afiliada al periódico, es la arrendataria de 4200 m² de espacio en él.

## Eventos y arte

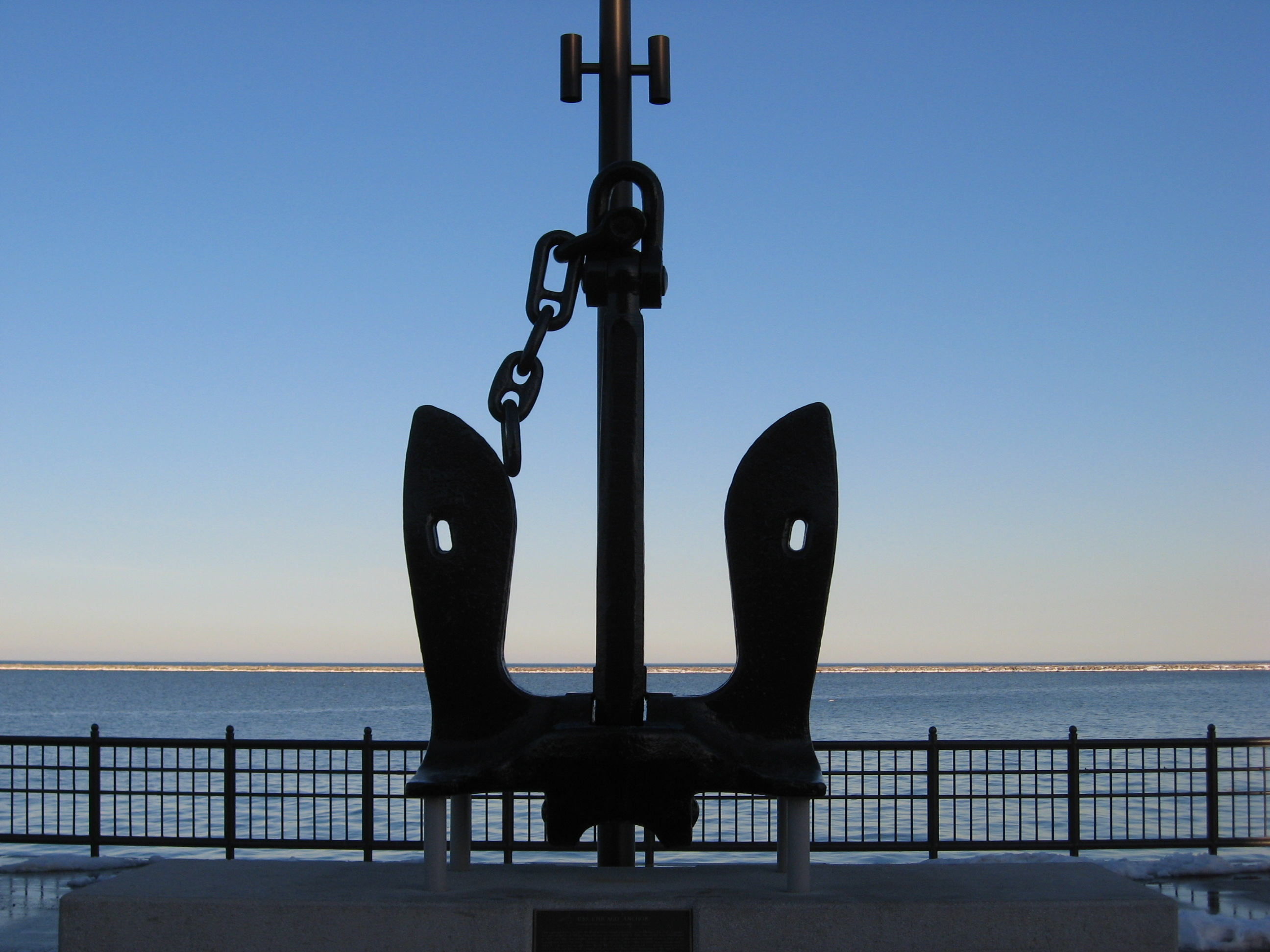
Ancla del USS Chicago.

El Navy Pier acoge recorridos turísticos de compañías como Seadog Ventures, cruceros de Shoreline Sightseeing y servicios de taxi acuático, así como al velero de mástiles altos Windy. También ofrece cruceros con cena de Entertainment Cruises en sus barcos Spirit of Chicago, Odyssey II y Mystic Blue. El muelle tiene fuegos artificiales las noches de los miércoles y sábados durante el verano y los sábados durante el otoño, y alberga el Fifth Third Bank Winter Wonderfest desde diciembre hasta enero de cada año.
En el Navy Pier se exhiben muchas instalaciones de arte al aire libre. El ancla del buque de guerra USS Chicago (CA-136/CG-11) está expuesto en el extremo del muelle. Otras obras de arte son la estatua del actor Bob Newhart en un sofá, como aparecía en la serie de televisión The Bob Newhart Show; la estatua Capitán al timón, dedicada a los capitanes marítimos; y la escultura Crack the Whip de John Seward Johnson II, que representa a ocho niños jugando tomados de la mano.
Los pabellones de festivales son utilizados ocasionalmente para eventos deportivos. Los pabellones A y B se pueden transformar en un estadio cubierto de 16 000 m², y en ellos se han celebrado competiciones de gimnasia.

## Rutas de autobús
CTA:

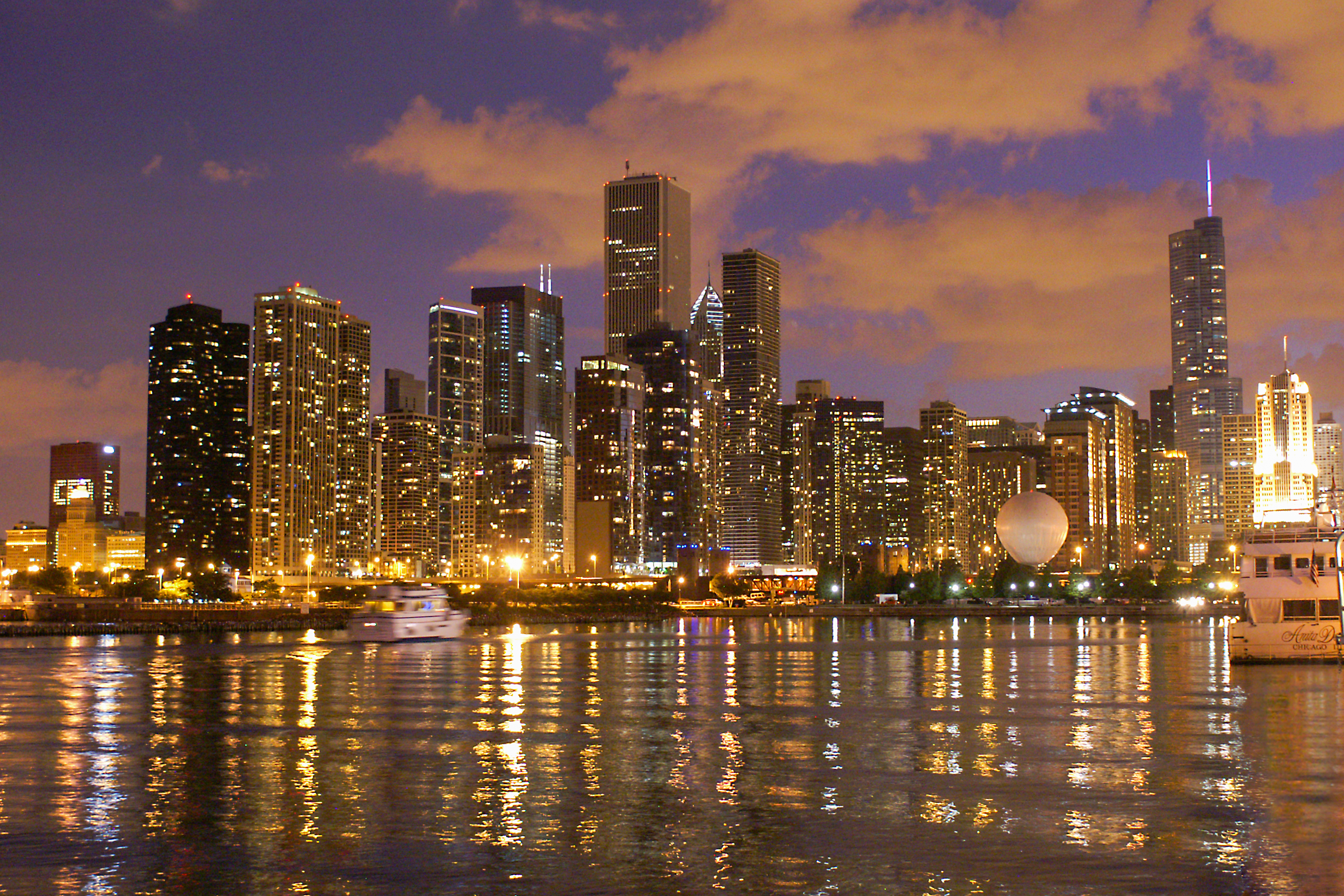
Vista del complejo New Eastside desde el Navy Pier.

- 2 Hyde Park Express (solo en horas punta entre semana).[35]
- 29 State.[36]
- 65 Grand.[37]
- 66 Chicago.[38]
- 124 Navy Pier.[39]

## En la cultura popular

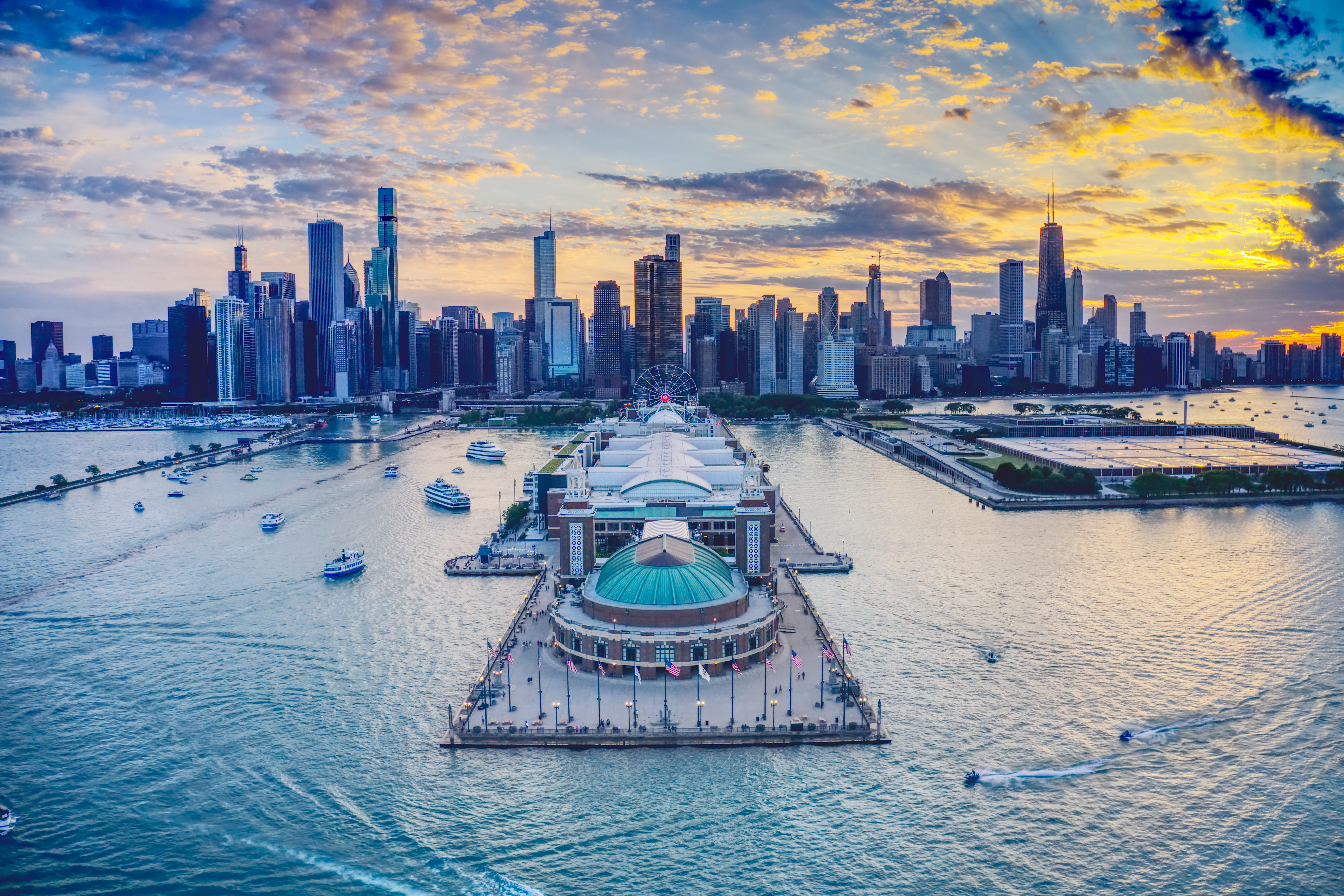
El Navy Pier en verano de 2021, con el skyline de Chicago al fondo.

Los pabellones del Navy Pier fueron usados para representar a Atlantic City (Nueva Jersey) en la película de 1986 El color del dinero, en la que albergan el campeonato de bola 9. Tanto en Raw Deal como en Cooley High, el muelle fue usado como una localización para persecuciones de vehículos.
En la película Divergente, el Navy Pier y su noria aparecen abandonados y decadentes en un Chicago distópico y se afirma que fueron abandonados por decisión propia hace mucho tiempo. Los miembros de la facción Osadía juegan a capturar la bandera en el muelle. Tris y Cuatro escalan la noria para ver al equipo contrario. En el libro, el equipo rival esconde la bandera en un parque cerca del Navy Pier, mientras en la película la bandera es escondida en una torre del Museo Infantil de Chicago.
El último episodio de la cuarta temporada de T. J. Hooker, titulado The Chicago Connection, tiene una escena rodada delante del muelle abandonado.
En el videojuego NASCAR 09, el Navy Pier aparece en un circuito de carreras ficticio.
El álbum en directo y DVD A Long Day's Night de Blue Öyster Cult fue grabado durante un concierto en el muelle el 21 de junio de 2002.